# Atlético de Madrid (női csapat)
Az Club Atlético de Madrid Femenino rövidebb nevén Atlético Madrid, egy 1989-ben létrehozott, majd 2001-ben újraalapított spanyol női labdarúgócsapat, melynek székhelye Madridban található.
A 2006-2007-es szezon óta tagja az első osztálynak. Négy bajnoki címével és egy kupagyőzelmével Spanyolország egyik legmeghatározóbb női együttese.

## Története

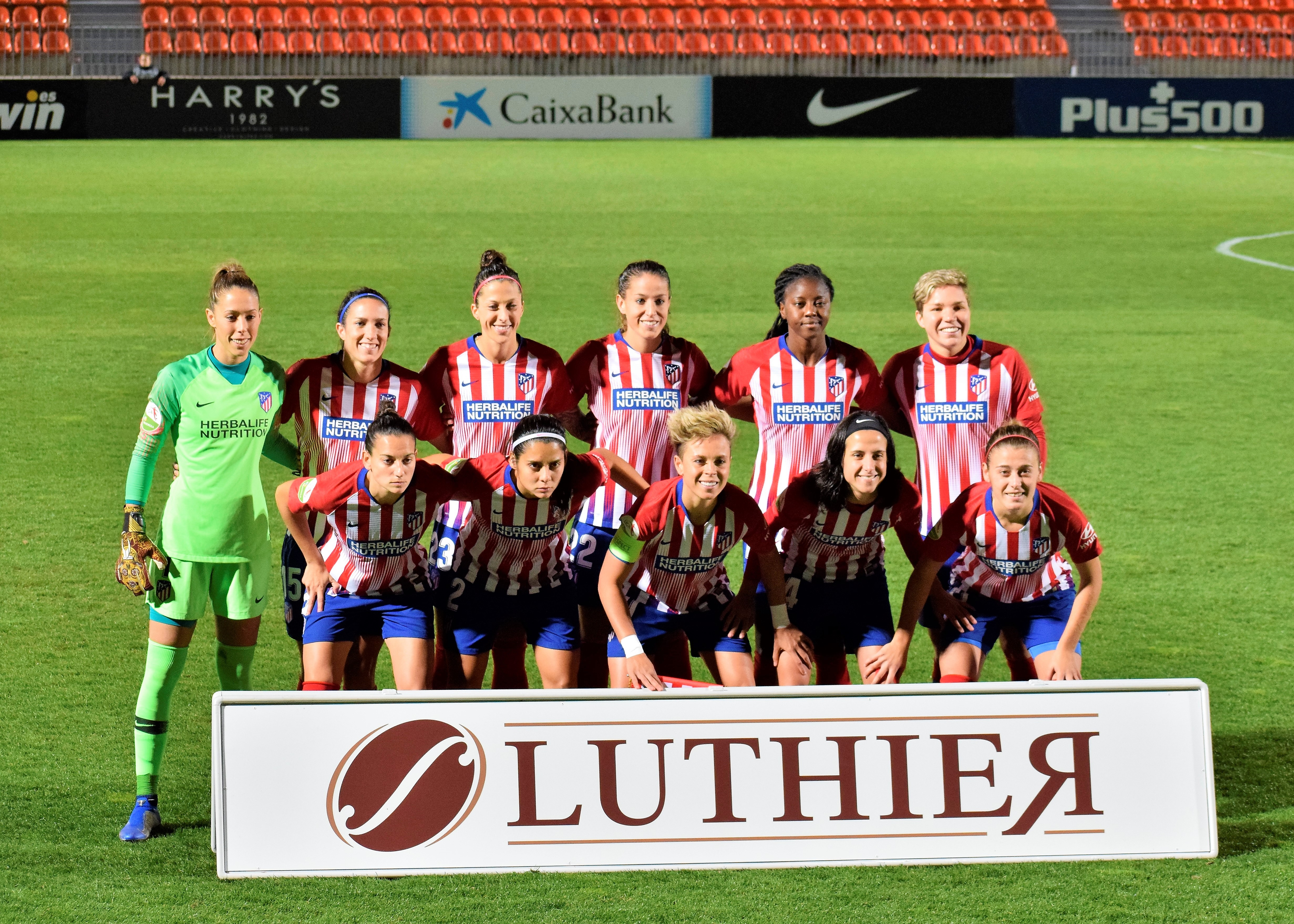
Hazai pályán a VfL Wolfsburg elleni 2017–18-as Bajnokok Ligája mérkőzésen.
Felső sor, balról: Dolores Gallardo, Silvia Meseguer, Jennifer Hermoso, Olga García, Aïssatou Tounkara, Elena Linari.
Alsó sor, balról: Aurélie Kaci, Kenti Robles, Amanda Sampedro, Dolores Silva, Carmen Menayo.

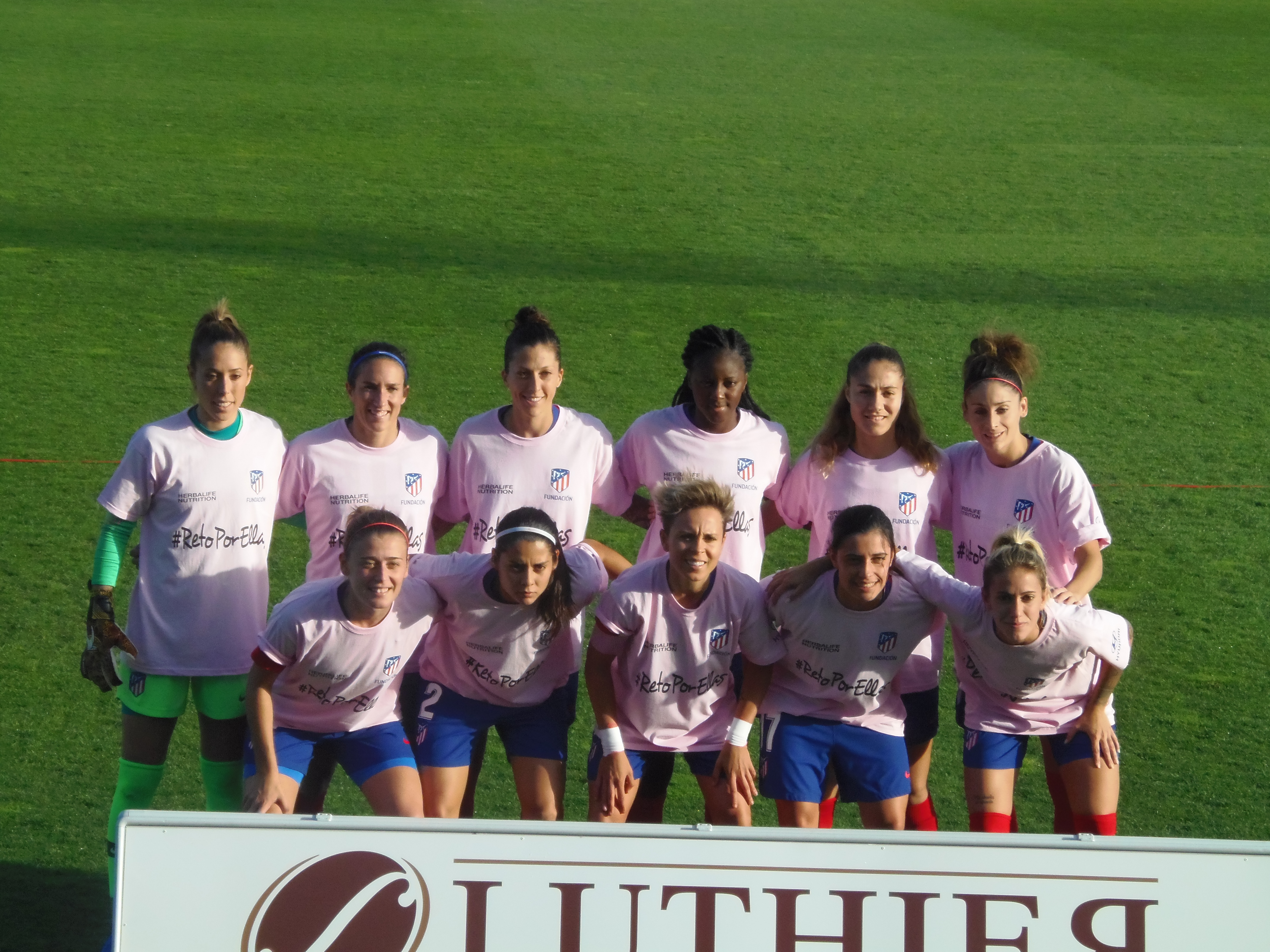
Bajnoki mérkőzésen a Madrid CFF ellen 2018. október 21-én.
Felső sor, balról: Dolores Gallardo, Silvia Meseguer, Jennifer Hermoso, Aïssatou Tounkara, Laia Aleixandri, Esther González.
Alsó sor, balról: Carmen Menayo, Kenti Robles, Amanda Sampedro, Alex Chidiac, Ángela Sosa.

## Sikerlista
- Primera División
  - győztes (4): 1989–90, 2016–17, 2017–18, 2018–19
- Spanyol Kupa
  - győztes (1): 2015–16
- Spanyol szuperkupa
  - győztes (1): 2021
- Segunda División
  - győztes (2): 2003–04, 2005–06

## Játékoskeret
2021. szeptember 4-től
| #  |     | Poszt | Név              |
| -- | --- | ----- | ---------------- |
| 1  | ESP | K     | Dolores Gallardo |
| 13 | ESP | K     | Paula Vizoso     |
| 2  | ESP | V     | Xènia Pérez      |
| 3  | ESP | V     | Ainhoa Moraza    |
| 4  | NED | V     | Merel van Dongen |
| 5  | ESP | V     | Sonia Majarín    |
| 11 | ESP | V     | Carmen Menayo    |
| 12 | USA | V     | Amanda Frisbie   |
| 15 | ESP | V     | Cinta Del Mar    |
| 20 | ESP | V     | Andrea Medina    |
| 27 | SWE | V     | Hanna Lundkvist  |
| 6  | ESP | KP    | Irene Guerrero   |
| 7  | ESP | KP    | Maitane López    |

| #  |     | Poszt | Név                 |
| -- | --- | ----- | ------------------- |
| 10 | COL | KP    | Leicy Santos        |
| 14 | ESP | KP    | Virginia Torrecilla |
| 17 | ESP | KP    | Bárbara Latorre     |
| 22 | ARG | KP    | Estefanía Banini    |
| 23 | GER | KP    | Merle Barth         |
| 8  | BRA | CS    | Ludmila             |
| 9  | CZE | CS    | Andrea Stašková     |
| 16 | NGA | CS    | Rasheedat Ajibade   |
| 18 | ESP | CS    | Marta Cardona       |
| 19 | ESP | CS    | Eva Navarro         |
| 21 | ESP | CS    | Sheila García       |
| 26 | ESP | CS    | Lucía Moral         |

### Kölcsönben
| # |     | Poszt | Név                                    |
| - | --- | ----- | -------------------------------------- |
|   | ESP | V     | Alejandra Bernabé (a Real Sociedadnál) |

## Korábbi híres játékosok
| - Laia Aleixandri - Carla Bautista - Sonia Bermúdez - Priscila Borja - Nagore Calderón - Marta Carro - Marta Corredera - Andrea Falcón - Rocío Gálvez - Débora García - Olga García - Noelia Gil - Esther González - Jana Henseler - Claudia Iglesias - Kuki Rodríguez - María Pilar León - Ana Marcos - Silvia Meseguer | - Rosa Otermín - Andrea Pereira - Misa Rodríguez - Amanda Sampedro - Ángela Sosa - Kylie Strom - Toni Duggan - Jade Moore - Mariela Coronel - Alex Chidiac - Jucinara - Mônica - Thembi Kgatlana - Sana Daoudi - Aminata Diallo - Aurélie Kaci - Grace Kazadi - Emelyne Laurent - Pauline Peyraud-Magnin | - Bénédicte Simon - Aïssatou Tounkara - Sari van Veenendaal - Ajara Nchout - Charlyn Corral - Kenti Robles - Turid Knaak - Francisca Ordega - Tatiana Bonetti - Alia Guagni - Elena Linari - Dolores Silva - Andreea Părăluță - Viola Calligaris - Jennifer Oehrli - Hedvig Lindahl - Olha Ovdijcsuk - Natija Panculaja - Deyna Castellanos |